# Gurupa
Gurupa(グルパ)はAmazon.comのコンテンツ配送インフラの名前。 http://www.amazon.com/gp/product/0596515162/ のようにアマゾンのURLでは「gp」と略されている。Gurupaはブラジルのグルパ市に因んで名づけられた。以前のコンテンツ配送インフラはObidosと呼ばれた。